# Aulanerk
In de Inuit-mythologie is Aulanerk een vriendelijke zeegod, die de getijden, golven en geluk beheerst. Hij wordt ook wel aangeduid als Aukaneck.
Aulanerk heeft het uiterlijk van een naakte man en leeft net als een meerman in de zee. Hij zou altijd koud zijn. Als verder kenmerk is hij in staat om golven op te wekken.